# 倍管
倍管（ばいかん）は、クラシック音楽のオーケストラに関する用語。主に2管編成の木管楽器の人数を2倍にして編成することである。

## 概要
倍管の大方の目的は、コンサート・ホールの大きさに応じて音量を増すことにある。弦楽器の場合、1つのパートを複数人で弾いているので、パートごとの人数を単純に増やしていくことになる。一方、管楽器は原則として1パートを1人で演奏するため、通常はスコアに指示されているパート数分の人数がステージに乗ることになるが、倍管では音量的なバランスを取るためにもう1人がユニゾンで重なって吹くことになる。ただし、ピアニシモの箇所やソロの場合は、本来の指定通り1人ずつで演奏する。
音響学的には、全く同じ楽器を同じ音量、音、・奏法、音高などで2本同時に吹いた場合、10log2からその音は3デシベル大きくなるといわれている。従って100デシベルで2人の奏者が全く同時に同じように奏した場合、全体の音量は約103デシベルになるが、その効果は奏者が距離にして約4割程度近づいたくらいの差である（点音源として近似した場合）。また、ユニゾンで奏するので、余程優秀なオーケストラ・奏者でない限りピッチが合いにくく、濁りが発生しやすくなる原因にもなる。
目安としては、16型（第1ヴァイオリン、第2ヴァイオリン、ヴィオラ、チェロ、コントラバスがそれぞれ16・14・12・10・8人）の弦に対して木管楽器（フルート、オーボエ、クラリネット、ファゴット）をそれぞれ4人ずつの割合で配置する。事実上の四管編成になり、ダイナミックな響きになる。
グスタフ・マーラーがウィーンでベートーヴェンの交響曲を演奏する頃から始まったと言われる。マーラーはまた、それらやシューマン、ウェーバーの作品でマーラー版と呼ばれる独自の版を編集している。こうした倍管による演奏は、その後もフルトヴェングラーらによって行われた。
通常はカール・ベームのように木管楽器だけを各4本にするが、カラヤンなどは金管楽器（ホルン、トランペット、トロンボーン）やティンパニ（ブルックナーの交響曲で）も倍にしている。バーンスタインにはさらに、シベリウスの交響曲でアシスタント等を付けて、本来4本のホルンを9本にした例がある。
この用法は主としてコンサートだけで、オペラなどではピットの広さの問題やエキストラの費用の問題などで倍管はできないどころか、弦楽合奏をむしろ削ってしまう。ウィーン国立歌劇場で4管や5管編成でも14型、ドイツのA歌劇場では4管や5管編成で最大12型、3管編成では10型が一般的である。
しかしながらヴェローナのアレーナ大劇場などでは数万人の観客が入るための音響上とスペースがそれだけ取れるという理由で、2管編成のヴェルディのオペラでも16型の倍管にして演奏している。

## 3倍管以上
古楽器オーケストラでは、当時の手紙や批評の記述を根拠として「巨大編成」で演奏する団体がある。例えばヘンデルの「水上の音楽」や「王宮の花火の音楽」の演奏は書かれているスコアの3倍以上の編成によって演奏されたという記述から、ヨーロッパの祝典や野外の演奏などではそれに倣って大編成で演奏、上演されることがある。古典派ではハイドンやベートーヴェンの交響曲の一部にそういう記述がある。したがって、彼らの楽曲の倍管による演奏は当時から全くなかったわけではなく、特別な機会などにしばしば行われていたと考えるのが自然である。ベルリオーズの巨大編成の作品はそれを具体的に書き留めたスコアといえる。